# Mohamed Oukrif
Mohamed Oukrif (en arabe : محمد أوكريف) est un footballeur algérien né le 14 août 1988 à Médéa. Il évolue au poste de défenseur central.

## Biographie
Mohamed Oukrif évolue en première division algérienne avec les clubs du MC Saïda, du CRB Aïn Fakroun et du WA Tlemcen.
Il marque son premier but en première division le 5 octobre 2013, avec l'équipe d'Aïn Fakroun, lors de la réception de l'USM El Harrach. Le match est toutefois arrêté à la 72e minute de jeu, son équipe s'incline par forfait 3-0.